# Сигнальный путь Wnt
Сигнальный путь Wnt — один из внутриклеточных сигнальных путей животных, регулирующий эмбриогенез, дифференцировку клеток и развитие злокачественных опухолей.

## Открытие
Название Wnt — это комбинация Wg (англ. wingless) и Int (произносится как уинт). Ген дрозофилы wingless первоначально был идентифицирован по рецессивной мутации, подавляющей у мушки развитие крыльев. Гомологичный ген позвоночных Int вначале изучали в связи с присутствием в его локусе нескольких мест интеграции генома вируса рака молочных желез мыши. Исследование функций этих двух генов привело к открытию целого класса лигандов, регулирующих эмбриональное развитие животных.

## Белки Wnt
| Виды         | Wnt белки |
| ------------ | --- |
| Homo sapiens | Wnt1, Wnt2, Wnt2B, Wnt3, Wnt3A, Wnt4, Wnt5A, Wnt5B, Wnt6, Wnt7A, Wnt7B, Wnt8A, Wnt8B, Wnt9A, Wnt9B, Wnt10A, Wnt10B, Wnt11, Wnt16 |
| Домовая мышь | Wnt1, Wnt2, Wnt2B, Wnt3, Wnt3A, Wnt4, Wnt5A, Wnt5B, Wnt6, Wnt7A, Wnt7B, Wnt8A, Wnt8B, Wnt9A, Wnt9B, Wnt10A, Wnt10B, Wnt11, Wnt16 |
| Xenopus      | Wnt1, Wnt2, Wnt2B, Wnt3, Wnt3A, Wnt4, Wnt5A, Wnt5B, Wnt7A, Wnt7B, Wnt8A, Wnt8B, Wnt10A, Wnt10B, Wnt11, Wnt11R                    |
| Danio rerio  | Wnt1, Wnt2, Wnt2B, Wnt3, Wnt3A, Wnt4, Wnt5A, Wnt5B, Wnt6, Wnt7A, Wnt7B, Wnt8A, Wnt8B, Wnt10A, Wnt10B, Wnt11, Wnt16               |
| Drosophila   | Wg, DWnt2, DWnt3/5, DWnt 4, DWnt6, WntD/DWnt8, DWnt10                                                                            |

## Структура Wnt-белков
Структура Wnt напоминает кисть руки. Роль большого пальца в этой структуре выполняет аминоконцевой домен, состоящий из пучка α-спиралей, содержащего 10 цистеиновых остатков, которые стабилизируют эту структуру, образуя 5 дисульфидных мостиков. Роль указательного пальца выполняет карбоксиконцевой домен, преимущественно состоящий из двух β-складок, поддерживаемых шестью дисульфидными мостиками. Участок между большим и указательным пальцем — «ладонь» — обладает высокой степенью гибкости. К аминоконцевому домену — «большому пальцу» ковалентно присоединяется ацильная группа — пальмолеиновая жирная кислота . Этот ковалентно присоединенный жир необходим для того, чтобы Wnt мог взаимодействовать с транспортными и с мембранными белками. Изменения аминоконцевого домена белков Wnt могут играть важную роль в регуляции его активности. Так например, трансмембранный белок протеаза Tiki может подавлять Wnt-сигнал, отщепляя восемь аминокислот с аминоконцевого участка. Участок «ладони» является местом посадки гликозильных групп — олигосахаридных цепочек. Степень гликозилирования Wnt никак не влияет на её активность. Однако предполагается, что N-гликозилирование может влиять на секрецию Wnt, так как негликозилированные молекулы Wnt не могут подвергнуться ацилированию, а значит не могут, как отмечено выше, взаимодействовать с транспортными белками, что необходимо для их секреции. Предполагается, что перенос липида на Wnt осуществляет ацилтранферраза эндоплазматического ретикулума Поркупин (PORCN), так как делеция этого гена нарушает секрецию Wnt.

## Секреция Wnt
После ацилирования белок Wnt становится способен связаться с экскортирующими его белками Аппарата Гольджи, такими как кодируемый геном Wntless трансмембранный белок GPR177 (называемый также Wls) и «белки-грузчики» p24, которые переносят Wnt от эндоплазматического ретикулума на поверхность клетки. Помимо этих белков в секреции Wnt участвует член семейства транспортных белков-липокаинов белок Swim, который поддерживает растворимость и сигнальную активность комплекса Wnt/Wls).

## Wnt во внеклеточной среде
Во внеклеточной среде Wnt образует комплексы с гликанами внеклеточного матрикса, что может существенно влиять на мощность и продолжительность их сигнала. Попав во внеклеточную среду, Wnt оказывается вовлеченным в многочисленные процессы межклеточного общения.
Инактивировать молекулу Wnt путем удаления липидного остатка (который ранее был посажен на молукулу Wnt Поркупином), и таким образом подавить Wnt сигнализацию, может фермент НОТУМ (NOTUM). Подавить активность НОТУМ и таким образом повысить активность Wnt сигнализации, позволяют ингибиторы вроде ABC99. Есть данные, что такая активация Wnt сигнализации может повысить способность старых клеток кишечного эпителия к регенерации.

## Мембранные рецепторы Wnt
Для того чтобы воздействовать на клетку-мишень, Wnt должен связаться с клеточными рецепторами. В качестве таких рецепторов на поверхности клетки выступают трансмембранный белок Фрайзлед (Frizzled — Fz) и липопротеиды низкой плотности LRP5 / LRP6. Связаться с ними молекуле Wnt активно мешают различные антагонисты, которым противостоят агонисты.

## Секретируемые антагонисты и агонисты Wnt
С секретируемыми молекулами Wnt непосредственно связываются их антагонисты: Wnt-ингибирующий фактор (WIF) и sFRP. Белки DKK и sclerostin (SOST) могут связаться с рецепторами LRP5 / LRP6 для предотвращения образования комплекса Fz-Wnt-LRP6. Белки Shisa, захватив Fz в эндоплазматическом ретикулуме, мешают ему выйти на поверхность клетки. Если же молекулы Wnt образуют комплекс с LRP5 / 6 и Fz, сигнализация активируется. Белок R-spondin (RSPO), стабилизируя рецепторы FZ и LRP 5 / 6, повышает Wnt-сигнализацию.

## Механизмы воздействия Wnt на клетку
Отдельные компоненты сигнального пути Wnt консервативны от нематоды Caenorhabditis elegans до человека. Предполагается, что примитивные формы лиганда этого типа имелись уже у предков всех Bilateria, но их происхождение прослеживается от губок и слизевиков.
По традиции механизмы воздействия Wnt на клетку подразделяют на канонический (β-катенин-зависимый) путь, который изменяет концентрацию клеточного β-катенина и в конечном счете контролирует программы генной экспрессии, связанные с определением судьбы клетки и морфогенезом и так называемые неканонические (β-катенин-независимые) пути, которые регулируют полярность клетки, стимулируя реорганизацию цитоскелета и метаболизм кальция. Исторически механизмы воздействия Wnt разделяли на канонические и неканонические, используя три стандартных метода определения: по активности в культуре клеток C57MG, по способности влиять на эмбриогенез у Xenopus и по индукции образования почечных канальцев в изолированной культуре мезенхимальных клеток почки. Однако позже выяснилось, что выбор сигнального пути зависит не столько от лиганда, сколько от рецептора и других белков, составляющих собственно сигнальный путь.

### Канонический путь передачи сигнала
В основе канонического пути Wnt-сигнализации лежит стабилизация цитоплазматического белка β-катенина. Канонический путь сигнала Wnt регулируется на многих уровнях, в том числе путем многочисленных противостоящих ему механизмов управления. В отсутствие сигнала β-катенин связан и фосфорилируется «деструктирующим комплексом», содержащим белок — супрессор опухолей — adenomatous polyposis coli (APC), цитоплазматический «поддерживающий» белок Axin, а также протеинкиназу GSK-3 и казеинкиназу (CK1). Фермент GSK-3 ответствен за «запуск» деградации порядка 20 % клеточных белков, давая фосфорилированием «добро» на посадку убиквитина, высококонсервативного белка, который служит в качестве молекулярного тега, обозначающего белки, предназначенные для деградации в протеасоме.
Когда клетки получают Wnt, этот лиганд связывает мембранный рецептор семейства Frizzled, который, в свою очередь, активирует белок Dishevelled (DSH), ингибирующий мультибелковый «деструктирующий комплекс», что приводит к снижению скорости деградации β-катенина, так как Wnt «заставляет» GSK-3 оказаться в изоляции, прочно связанным с внутренней стороной мембраны так называемых мультивезикулярных телец цитоплазмы и подавляет убиквитинилирование.
Рецептор Frizzled на клеточной мембране связывает белок LRP, который кроме Frizzled связывает также Wnt и аксин, стабилизируя комплекс Wnt/Frizzled/LRP/Dishevelled/аксин (рецепторный комплекс).
Когда β-катенин — ключевой внутриклеточный элемент этого сигнального пути — избегает деградации и накапливается в цитоплазме, он входит в ядро, где активирует Т-клеточные факторы (TCF), направляющие β-катенин на гены-мишени Wnt регулирующие экспрессию множества генов.
GSK-3 помимо этого участвует в путях регуляции метаболизма другими важными протеинкиназами, такими как мишень рапамицина — mTOR и AKT. Таким образом, ингибирование GSK-3 под влиянием Wnt затрагивает очень многие механизмы.

### Молекулярный механизм, связывающий Hippo-сигнализацию с сигнализацией Wnt / β-катенина
Наряду с β-катенином посредником сигнала Wnt служит посредник Hippo-сигнализации транскрипционный коактиватор TAZ (известный также как WWTR1). В отсутствие сигнала Wnt деструктирующий комплекс APC, Axin, и GSK3 поддерживает TAZ на низком уровне. Деградация TAZ зависит от фосфорилированного β-катенина, который связывает TAZ с его убиквитин-лигазой β-TrCP.
В присутствии Wnt-сигнала β-катенин, избежавший разрушения деструктирующим комплексом, нарушает деградацию TAZ, что приводит к одновременному накоплению β-катенина и TAZ. Оба эти посредника далее действуют на уровне генома, влияя на транскрипцию.
Таким образом и некоторыми другими способами эти два пути сигнализации могут влиять друг на друга и совместно регулировать рост тканей и их регенерацию.

### Неканонические пути передачи сигнала
Помимо рецепторов Frizzled и LRP, Wnt может связываться с рецепторными тримерными G-белками тирозинкиназами Ror и Ryk. Ror связавшись с Wnt5a, фосфорилирует белок Дишевеллед и таким образом контролирует морфогенез тканей, тогда как Ryk, фосфорилируя мембранный белок клеточной поверхности Vangl2, контролирует полярность клетки.
Неканонические (β-катенин-независимые) пути регулируют полярность клетки, стимулируя реорганизацию цитоскелета и метаболизм кальция.
Важную роль в механизмах влияния Wnt на клеточные процессы, такие как агрегация клеток — слипание клеток, дифференцировка, пролиферация, онкогенез, секреция внеклеточного матрикса играют белки WISP-1, известный также как CCN4; WISP-2, известный также как CCN5 и WISP-3, известный также как CCN6.
Подробнее см. обзор.

## Регуляция транскрипции генов-мишеней Wnt
В ядре β-катенин, захватив ядерные белки BCL9, пигопус (Pygopus) и некоторые белки-активаторы, становится способен активировать белки TCF/LEF, превращая их в мощные активаторы транскрипции генов-мишеней Wnt. TCF/LEF являются многофункциональными белками, которые, обладая способностью избирательно связываться с определёнными последовательностями ДНК и с определёнными белками-активаторами, «принимают решение», какие из генов будут активированы сигналом Wnt.
Обнаружено что связь между β-катенином и TCF4, необходимая для такой активации, может быть нарушена ресвератролом. Это позволяет предположить что ресвератрол, являющийся флавоноидом кожицы чёрного винограда и получаемого из него вина, может быть использован в качестве безвредного лекарства для подавления сигнала Wnt при раковых заболеваниях .
Выяснилось что β-катенин, избежавший деградации благодаря сигналу Wnt, активирует синтез ферментативной субъединицы теломеразы (TERT) в стволовых и раковых клетках. В этом ему помогает один из транскрипционных факторов плюрипотенции — Klf4, направляющий его на промотор гена Tert .

## Роль Wnt / β-катенин в стволовых клетках
Стволовые клетки в основном характеризуются двумя свойствами: способностью к самообновлению и способностью к дифференцировке в различные типы клеток. Эти процессы регулируются различными факторами роста, в том числе белками Wnt.
Накопленные данные показывают, что сигнальный путь Wnt / β-катенина играет ключевую роль в поддержании плюрипотентности, а также в процессах перепрограммирования соматических клеток. Так, в частности, рецептор WNT из семейства Frizzled, называемый FZD7, играет ключевую роль в поддержании плюрипотентных клеток в недифференцированном и плюрипотентном состоянии, а также регулирует фенотип клеток их пролиферацию и морфологию. В то же время сигнализация Wnt / β-катенин играет также важную роль и в процессах детерминации и дифференцировки, в частности, путем регуляции синтеза морфогена Sox17.
Обнаружено что добавление белка Wnt или же, наоборот, малой молекулы ингибитора Wnt (IWP2) снижает неоднородность популяции клеток, при этом соответственно образуются либо клетки со стабильно высоким уровнем синтеза Wnt, либо клетки с низким уровнем синтеза Wnt. При дифференцировке эмбриональные клетки с высоким уровнем синтеза Wnt преимущественно образуют энтодермальные и сердечные клетки, а с низким образуют в первую очередь нейроэктодермальные клетки . Знание того, что сигнализация Wnt на ранних стадиях дифференцировки повышает, а на поздних стадиях наоборот угнетает развитие сердца, позволило путем правильной стратегии использования малых молекул и механизмов сигнализации Wnt получить in vitro из индуцированных плюрипотентных стволовых клеток человека кардиомиоциты с недостижимой до сих пор эффективностью до 98 %.
Считается, что одной из основных причин истощения тканей и активации возрастных заболеваний при старении организма является снижение качества и количества соматических стволовых клеток. Важную роль в этом процессе, как выяснилось, играет переход от канонической к неканонической Wnt-сигнализации, вызванный повышением при старении синтеза Wnt5a, который вызывает одряхление стволовых клеток, проявляющееся в аполярности, снижении регенеративной способности и сдвиге дифференциации с лимфоидного на миелоидный тип клеток, вследствие активации небольшой Rho ГТФазы, называемой Cdc42 и перестройки актинового цитоскелета.
Рецептором Wnt5a является белок FZD5. Нокдаун гена FZD5 приводит к потере свойств стволовых клеток, включая поддержание пролиферации и мультилинейной потенции, тогда как сверхэкспрессия FZD5 ингибирует старение мезенхимальных стволовых/ стромальных клеток человека.

## Влияние Wnt на клеточный цикл и пролиферацию клеток
Появляется все больше доказательств сложного взаимодействия канонического пути Wnt-сигнализации и клеточного цикла. Сигнализация Wnt сильно активируется в митозе, свидетельствуя о том, что «митотическая Wnt-сигнализация» играет важную роль в организации программы клеточного деления и таким образом способствует клеточной пролиферации. Сигнал Wnt может действовать на пролиферацию клеток, активируя транскрипцию циклина D1, c-myc и CDC20-опосредованного контроля деградации белка conductin, которые контролируют переход G1 / S клеточного цикла, а также с помощью комплекса, содержащего Cdk14 (PFTK1) и циклин Y. Компоненты сигнального каскада Wnt действуют непосредственно на формирование митотического веретена. Так например, у излюбленного модельного организма исследователей — червячка C. elegans — сигнализация Wnt вызывает асимметрию митотического веретена, приводящую к асимметричному распределению β-катенина.

## Роль Wnt в регенерации
В молодости у млекопитающих область кончика пальцев может регенерировать после ампутации подобно тому, как это происходит у амфибий. В этой регенерации принимают участие стволовые клетки, базирующиеся в матриксе кончиков пальца. В этом процессе важнейшая роль отведена Wnt, который необходим для дифференцировки этих стволовых клеток, а также для направленного подсоединения к ним нервов, без которых невозможен рост мезенхимальной бластемы и дальнейшая регенерация.
Люди, пережившие инфаркт миокарда, нередко становятся инвалидами из-за прогрессирующей сердечной недостаточности, вызванной заменой мышечной ткани на рубцовую. Обнаружено, что химическое ингибирование Wnt-ацилтрансферазы эндоплазматического ретикулума — поркупина, ингибируя секрецию Wnt, приводит к существенному улучшению функции сердца после инфаркта миокарда у мышей. Воздействие ингибитора Поркупина (WNT974/LGK‑974) на пострадавшие от инфаркта ткани сердца приводило к ослаблению процессов рубцевания и повышению способности сердца перекачивать кровь. Поэтому ингибиторы Поркупина потенциально могут быть использованы для предотвращения сердечной недостаточности после инфаркта миокарда.